# Liga Comuniștilor
Liga Comunistă sau Liga Comuniștilor (engleză The Communist League, germană Bund der Kommunisten) a fost o organizație politică internațională fondată pe data de 1 Iunie 1847 în Londra. Ea s-a format prin fuziunea organizației Liga Justiției (en: League of Justice) organizatie comunist-creștină britanică, condusă de Karl Schapper cu Comitetul Comunist din Bruxelles, condus de Karl Marx și Friedrich Engels. Acest grup a scris Manifestul comunist.

## Istoric

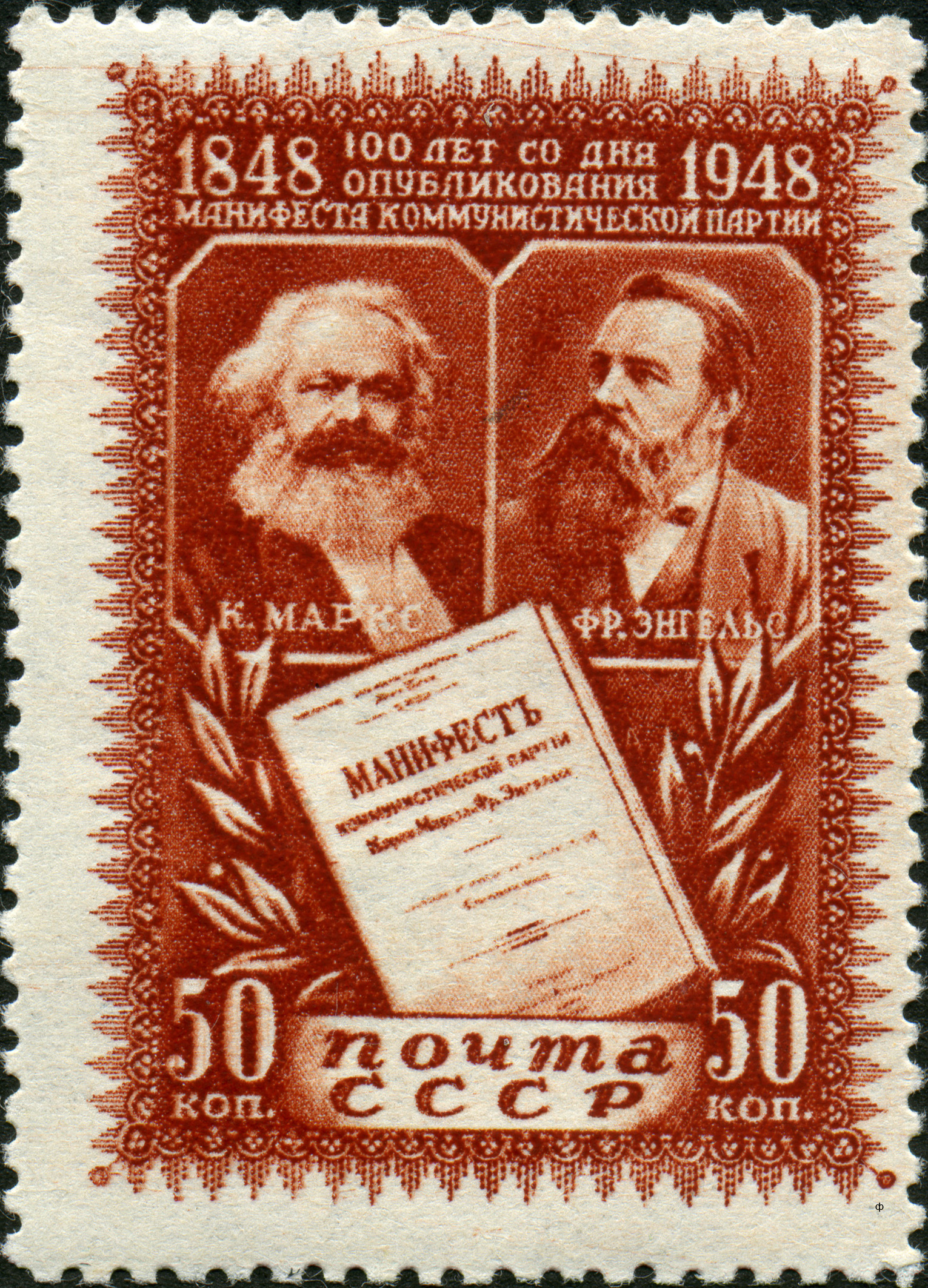
Revistă sovietică ce comemorează Manifestul comunist. În poză sunt vizibile două mari figuri comuniste, ambele membre a Ligii Comuniste: Karl Marx și Friedrich Engels

La origine, a fondată la Londra în 1836 sub numele de Liga Celor Drepți, fiind o organizație comunist-creștină. Karl Marx, membru al acestei organizații, a apostaziat de la caracterul creștin al organizației, transformând-o prin Manifestul comunist într-o organizație cu ideologie materialistă și atee, care explică, prin „lupta de clasă”, că fără folosirea violenței revoluționare pentru a răsturna orânduirea socială tradițională sistemul capitalist nu poate fi schimbat; pentru Marx, orice formă de religie este un „drog pentru a amorți poporul”. Karl Marx a arătat mecanismele economice și sociale prin care religiile domină conștiința popoarelor, cui folosește acest drog.
În alte cuvinte, Liga Comuniștilor este prima manifestare a comunismului într-o putere economică mare a Europei, pornind de la a fi o organizație comunist-creștină, un membru al acestei organizații, a transformat organizația într-o Manifestare a Comunismului, încurajând poporul să folosească violența pentru a scăpa de capitalism, și a impune comunismul, promițându-le că aceasta ar fi calea cea dreaptă.